# Ферен (Німеччина)
Ферен (нім. Föhren) — громада в Німеччині, розташована в землі Рейнланд-Пфальц. Входить до складу району Трір-Саарбург. Складова частина об'єднання громад Швайх-ан-дер-Ремішен-Вайнштрассе.
Площа — 9,79 км2. Населення становить 2990 ос. (станом на 31 грудня 2020).

## Галерея

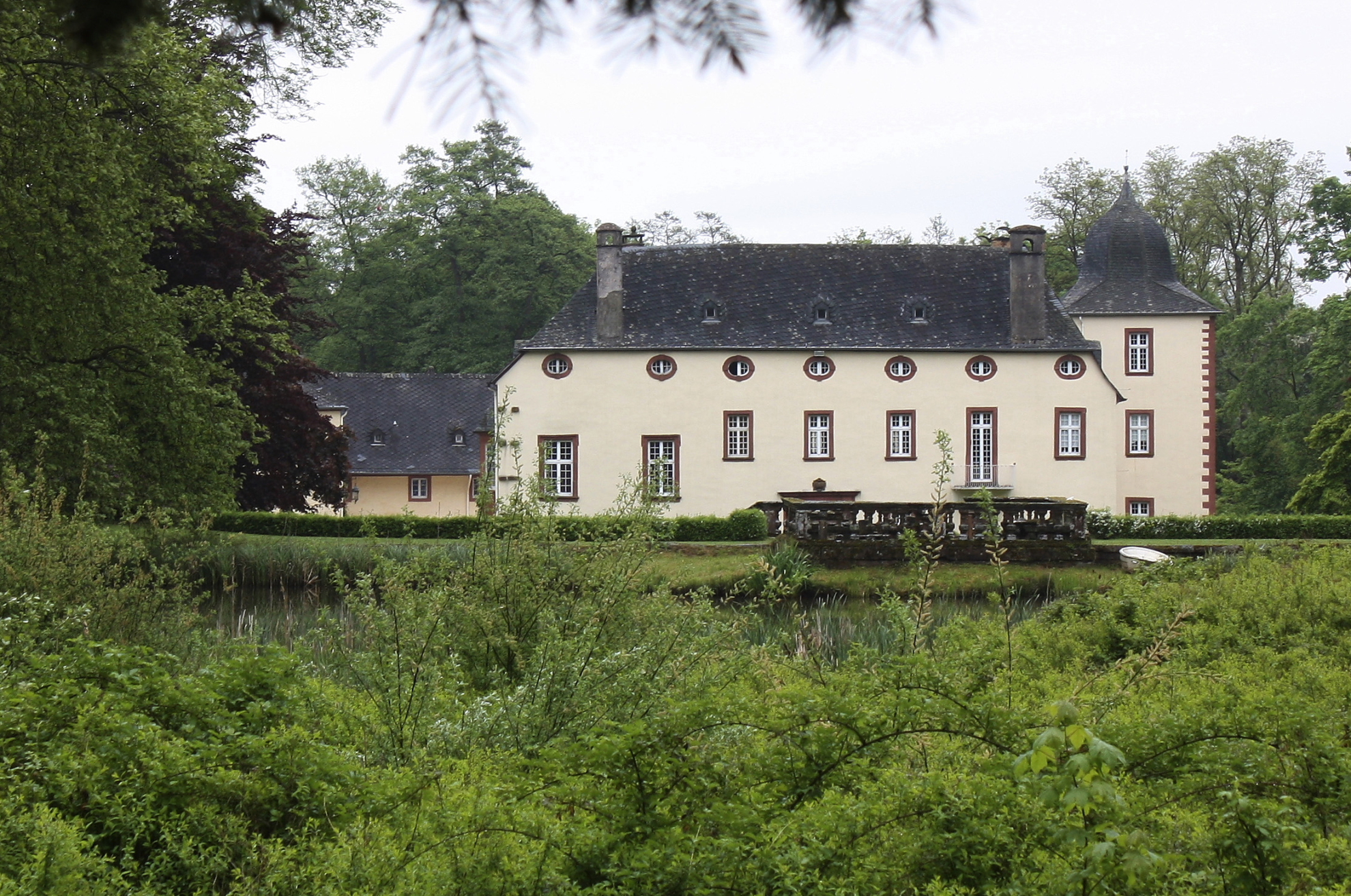